# 沈潭镇
沈潭镇，是中华人民共和国湖南省株洲市醴陵市下辖的一个乡镇级行政单位。

## 行政区划
沈潭镇下辖以下地区：
坪里社区、星湖社区、马坡里社区、美田桥村、荆仙村、鳌仙村、柞市村、三星里村、沈潭村、庞龙村、新田村、江口村、双龙村、新塘村和夏星村。